# يسقط الاستعمار (فلم)
يسقط الاستعمار فيلم مصري من إخراج وبطولة حسين صدقي لعام 1952. كتب القصة، والسيناريو، والحوار أيضاً الفنان حسين صدقي كما قام بإنتاج الفيلم. شارك في البطولة شادية، ومحمود المليجي، وزهرة العلا، ونبيل الألفي. يدور الفيلم حول اسرة فهمي مدرس التاريخ الذي يذهب ليستدعي طبيبًا لزوجته، ويستشهد في مظاهرة مؤيدة لسعد زغلول، ويولد الابن مجاهد، وتربيه أمه على كراهية الإنجليز. صدر الفيلم إلى دور العرض بتاريخ أول ديسمبر 1952.

## طاقم التمثيل
- حسين صدقي: في دور الأب (فهمي)، والابن (مجاهد).
- شادية: في دور عزة (صديقة مجاهد)
- محمود المليجي: في دور حمدي (شقيق مجاهد).
- زهرة العلا: في دور نعمات (شقيقة مجاهد)
- محمد الديب: في دور عدلي (زوج نعمات شقيقة مجاهد).
- عزيزة حلمي: في دور والدة مجاهد وحمدي ونعمات.
- إبراهيم حشمت: في دور ناظر المدرسة ووالد عزة
- علي رشدي: في دور خليل بك مدير شركة
- سامية رشدي: في دور والدة عزة
- نبيل الألفي: في دور الدكتور فريد (طبيب المعتقل، والهلال الأحمر).
- عدلي كاسب: في دور قاضي بريطاني.

بالاشتراك مع: ماري عز الدين – عبد العزيز سعيد – صلاح وهبي.

## أحداث الفيلم
تبدأ أحداث الفيلم يوم 9 مارس 1919، وخبر اعتقال سعد زغلول يصل إلى سمع المدرس فهمي، وهو يهم بتدريس قصة الثورة الفرنسية لتلاميذه، ويتوقف عن سرد أحداث الثورة الفرنسية ليتحدث عن الثورة المصرية. يصل فهمي ليجد زوجته على وشك ولادة متعثرة، ويذهب ليحضر الطبيب، ولكنه يقتل في مظاهرة صادفها في طريقه. ينشأ المولود الذي أطلقت عليه امه اسم «مجاهد» على كراهية المستعمر لبلاده. يدرس مجاهد بكلية الحقوق، ويصادق عزة التي تشاركه أفكاره. يعود حمدي شقيق مجاهد الذي يدرس بانجلترا، ومعه زوجته الإنجيليزية التي لا تجد الترحيب من مجاهد. تتوسط عزة لحبيبها مجاهد للعمل بشركة يديرها خليل بك، الذي يتودد اليها مما يفسد علاقتها بمجاهد. يبادر مجاهد بالاستقالة من الشركة، ويعمل بصحيفة يومية كمحررسياسي. يتعرض مجاهد للاضطهاد ويتم اعتقاله، بينما يتعامل شقيقه حمدي مع الإنجليز، ويجد المصلحة، والمال الكثير. تحدث غارة ينتج عنها تهدم بيت مجاهد، وتستعلم عزة عن الحادثة، وتعلم خبر وفاة كل سكان البيت، وتعتقد بوفاة مجاهد أيضاً. يصادق مجاهد طبيب المعتقل، الدكتور فريد، ويستمر في كتاباته. يتقدم فريد لخطبة عزة، وهي توافق بعد الحاح معتقدةً بوفاة مجاهد. تنتهي الحرب، ويطلق سراح مجاهد من المعتقل، الذي يذهب لمنزل صديقه، الدكتور فريد، وهناك يعرف بخطبة فريد، ويشاهده مع حبيبته عزة، ويقرر السفر للعمل بالسودان والعيش مع شقيقته نعمات. يستمر في نشاطه السياسي، وخطاباته، ويقبض عليه، ويحكم عليه بالسجن لمدة سنتين. يعود مجاهد إلى مصر بعد الإفراج عنه، ويعود لعمليات فدائية ضد معسكرات القوات البريطانية، ويتم القبض عليه، واحتجازه هناك. ينجح مجاهد في الهرب بمساعدة شقيقه حمدي الذي اقتنع أخيراً بمعاونة الفدائيين. يعرف مجاهد بحقيقة عزة، ويتحد الرجال في جهاد المستعمر.

## أغاني الفيلم
- يا ورد فتح فوق الغصون (عبد العزيز سلام - فؤاد حلمي)[5]
- يا مصر إحنا فداكي
- يا غايب عنى وواحشنى (عبد العزيز سلام - حسين جنيد)
- يا بنات النيل[6]

## صدور الفيلم
صادرت الرقابة الفيلم، ثم تصرح بعرضه، وعرض عرضا خاصة للترفيه عن قوات الجيش وذلك في 30/11/1952 في دار عرض «لوكس»، وصدر إلى دور العرض بتاريخ أول ديسمبر 1952.

## استقبال الفيلم
كتب محمود قاسم في جريدة الشروق: «تخلى حسين صدقى في الفيلم عن وقاره، بل لأنه كان وقورا أكثر من اللازم إلى حد المبالغة في كل شئ، فجاء تأثير الفيلم عكسيا، ونحن نتابع كل هذا الحماس الخطابى الزائد عن الحد، والاصطناع في المواقف والخطابية، ما أدى إلى نتائج عكسية مع أكثر القضايا الوطنية جدية في تاريحنا في النصف الأول من القرن العشرين».
كتب ثناء الكراس على موقع فيتو: «عرض فيلم» يسقط الاستعمار«في شهر ديسمبر عام 1952 بسينما رويال، ولوكس بالقاهرة، وركس بالإسكندرية، وهو من الأفلام الحربية التي أنتجها وأخرجها الفنان حسين صدقى لحسابه الخاص وخسر فيه كثيراً. أعد حسين صدقى الفيلم حول فترة المعركة مع الإنجليز وقتال القنال، بعد أن قام بتوثيق أحداثها، وانتقد في الفيلم الدور السلبى للقصر وتخليه عن الفدائيين، وانتهى من تصويره عام 1947 إلا أن الملك فاروق رفض عرض الفيلم حتى أنه قبض على حسين صدقى، وسجن بسبب هذا الفيلم الذي ظل حبيس الأدراج خمس سنوات حتى قامت ثورة يوليو 1952 وكانت هناك صداقة بين بطل ومنتج ومخرج الفيلم حسين صدقى، مع بعض قادة الثورة بعدما أفرج عنه، وكان أن أصدر مجلس قيادة الثورة قرارا بعرض الفيلم في ديسمبر 1952».
كتب خالد إسماعيل في مجلة الإذاعة والتلفزيون: «الفيلم من إنتاج أربعينات القرن الماضى، عقب انتهاء الحرب العالمية الثانية... وكانت مصر واقعة تحت الاحتلال الإنجليزى وموقعة على معاهدة 1936، وهي المعاهدة التي ألزمت مصر بتقديم كل إمكاناتها من قوات ومطارات وطرق لخدمة الإنجليز... الفنان حسين صدقى كان نموذجاً للفنان الملتزم بقضايا شعبه ووطنه، ومن خلال هذا الفيلم، وفيلم آخر من بطولته هو» الشيخ حسن«نرى فكرة الوطنية واضحة في مشواره الفنى، وفي أواخر حياته اعتزل الفن وبنى مسجداً وواظب على الصلاة والصيام حتى وفاته».

## روابط خارجية
- مقالات تستعمل روابط فنية بلا صلة مع ويكي بيانات